# Klaus Kammer

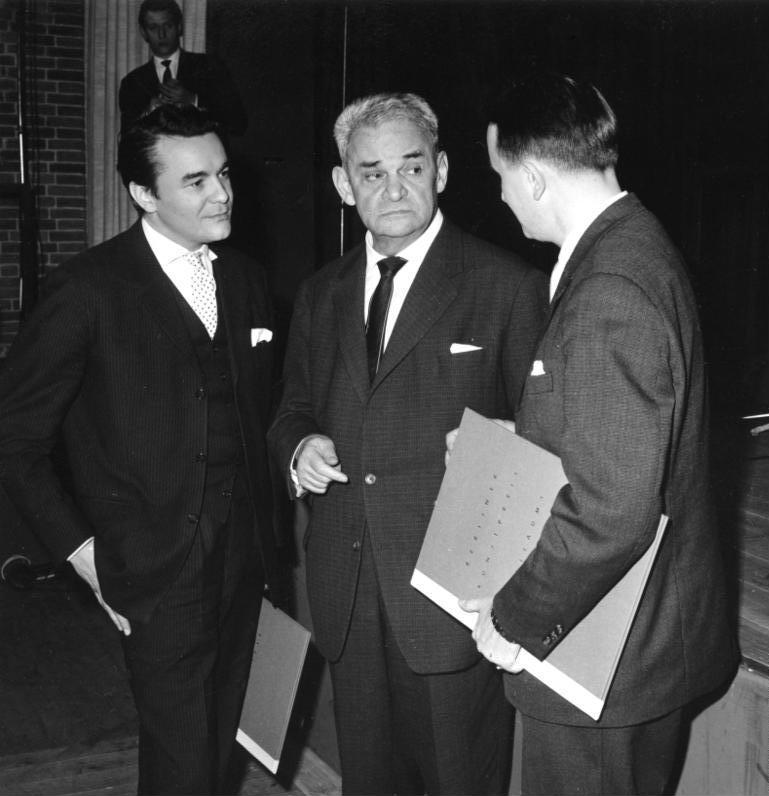
Klaus Kammer (links) 1963 mit Fritz Kortner und Rolf Hochhuth

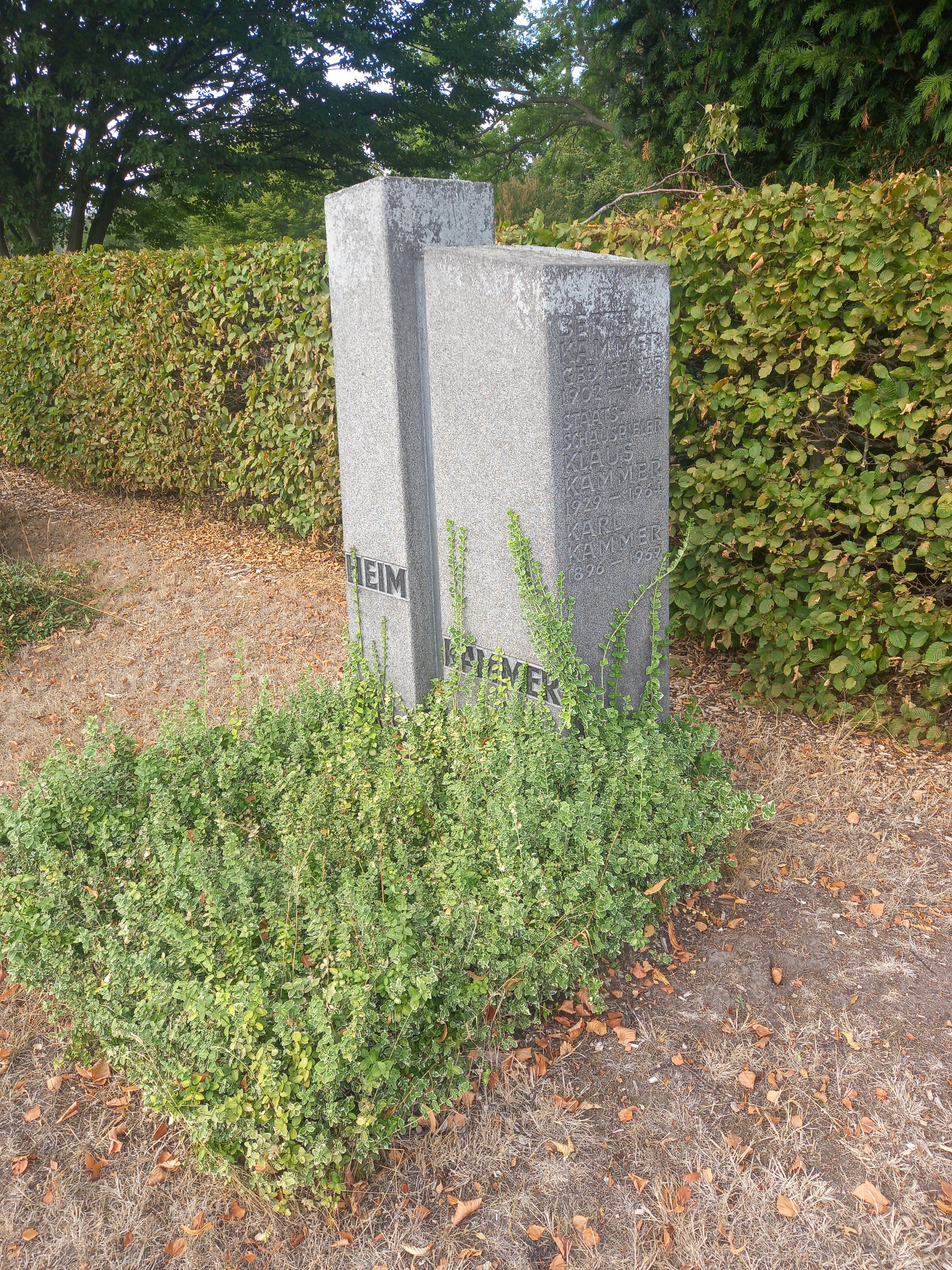
Das Grab von Klaus Kammer im Familiengrab auf dem Stadtfriedhof Stöcken in Hannover

Klaus Kammer (* 10. Januar 1929 in Hannover; † 9. Mai 1964 in Berlin) war ein deutscher Theater-  und Filmschauspieler.

## Leben und Wirken

### Familie
Klaus Kammer war der Sohn des Straßenbaumeisters Karl Kammer (1896–1969). 1954 heiratete er die Schauspielerin Hilde Röhling, mit der er zwei Töchter hatte.

### Berufliches Wirken
Nach dem Zweiten Weltkrieg verließ Kammer auf Wunsch seines Vaters die Oberschule und begann im elterlichen Geschäft eine Lehre als Steinsetzer. Seine Schauspielausbildung absolvierte er von 1947 bis 1949 an der privaten Schauspielschule der Kammerspiele Hannover und trat in dieser Zeit im von ihm mitbegründeten Kabarett Die Satansbrüder auf. Sein erstes Theaterengagement erhielt er 1949 an den Märkischen Kammerspielen in Witten an der Ruhr. Außerdem gastierte er 1950 am Hamburger Theater im Zimmer und an den Kammerspielen Hannover. Sein erstes festes Engagement folgte 1950 am Nordmark-Landestheater Schleswig durch den Intendanten Horst Gnekow. 1951 gastierte er bei den Ruhrfestspielen in Don Carlos und am Theater Essen.
Von 1952 bis 1955 wurde Kammer an das Thalia-Theater in Hamburg engagiert. In seiner letzten Rolle in Hamburg spielte er 1954 den Teufel in Geschichte vom Soldaten an der Hamburger Staatsoper. Im Jahr 1955 ging er nach Berlin und spielte dort am Schillertheater und Schlosspark Theater bis 1964 insgesamt 26 Rollen. 1961 absolvierte er mit Raskolnikoff Gastspiele in Paris, Zürich und Recklinghausen. Im Rahmen der Berliner Festwochen 1962 präsentierte die Akademie der Künste einen Doppelabend mit Kammer: Ein Bericht für eine Akademie und In der Strafkolonie von Franz Kafka (Regie Willi Schmidt). Seine letzte Berliner Rolle spielte Kammer 1963 in Ein Eremit wird entdeckt von James Saunders (Regie Hansjörg Utzerath).
Kammers Bühnenrollen wurden auch auf Sprechplatten dokumentiert. Er wirkte außerdem an einigen erfolgreichen deutschen Spielfilmen mit, so z. B. als Hauptdarsteller in Golden Boy an der Seite von Hildegard Knef. 1962 spielte er unter der Regie von Fritz Umgelter die Hauptrolle in dem Fernseh-Mehrteiler Wer einmal aus dem Blechnapf frißt.
Vor seinem Tod arbeitete an der Rolle des Ferdinand aus Kabale und Liebe unter der Regie von Fritz Kortner.
Kammer verstarb infolge einer Kohlenstoffmonoxidvergiftung in einer Garage. Seine Grabstätte befindet sich auf dem Stadtfriedhof Stöcken in Hannover.
2002 drehte Andreas Lewin den Dokumentarfilm Er spielte seinen Schatten mit – Der Schauspieler Klaus Kammer.

## Auszeichnungen
1958 wurde Kammer mit dem Deutschen Kritikerpreis ausgezeichnet. Außerdem wurde ihm der Preis der Jungen Generation des Berliner Kunstpreises verliehen. 1963 folgte die Ernennung zum Berliner Staatsschauspieler.

## Theaterrollen (Auswahl)
- Das Tagebuch der Anne Frank von Albert Hackett und Frances Goodrich
- Blick zurück im Zorn von John Osborne (Regie Boleslaw Barlog)
- Thomas Chatterton von Hans Jenny Jahnn (Regie Willi Schmidt)
- Raskolnikoff von Leopold Ahlsen (Regie Willi Schmidt)
- Andorra von Max Frisch (Regie Fritz Kortner)
- Clavigo von J.W.v. Goethe (Regie: Willi Schmidt)
- Die Hose von Carl Sternheim (Regie Hans Lietzau)
- Der Revisor von Nicolai Gogol (Regie Günther Rennert)
- Das Ei von Félicien Marceau (Regie Willi Schmidt)[7][8]

## Filmografie (Auswahl)
Kino
- 1953: Keine Angst vor großen Tieren von Ulrich Erfurth
- 1955: Banditen der Autobahn von Géza von Cziffra
- 1955/56 Ein Mädchen aus Flandern von Helmut Käutner
- 1959: Kriegsgericht von Kurt Meisel

Fernsehen
- 1954: Im sechsten Stock, Regie: John Olden
- 1955: Verlorene Söhne, NWDR, Regie Hanns Farenburg
- 1961/62: Golden Boy von Clifford Odets, Regie John Olden
- 1962: Wer einmal aus dem Blechnapf frisst nach Hans Falladas gleichnamigen Roman (1934), 3-teilige Fernsehserie des WDR, Regie Fritz Umgelter
- 1962: Fernsehaufzeichnungen des SFB der Theaterinszenierungen In der Strafkolonie und Ein Bericht für eine Akademie von Frank Kafka, Regie Willi Schmidt
- 1964: Reisebekanntschaft von Johnny Speight, NDR, Regie Dieter Munck
- Clavigo von J. W. v. Goethe, Fernsehaufzeichnung einer Inszenierung des Schillertheaters, Regie Willi Schmidt

## Hörspiele
- 1953: Die Schnapsidee von Hans Hömberg
- 1953: Eine Träne des Teufels nach Théophile Gautier, Regie Helmut Käutner
- 1953: Der Käfig von Tyrone Guthrie
- 1953: In vielen Häusern wohnen sie von Harald Vock
- 1953: Die Mädchen aus Viterbo von Günter Eich
- 1953: Die Barlottis von Michel Duran
- 1953: Menschliche Komödie von William Saroyan
- 1953: Abel mit der Mundharmonika von Manfred Hausmann
- 1953: Zum goldenen Anker von Marcel Pagnol
- 1953: Eine Handvoll Staub von Evelyn Waugh
- 1954: Die Reiherjäger von Günther Weisenborn
- 1954: Karfreitag von Charles Dimont
- 1954: Die Stunde nach zwölf von Heinz Meising, Karl-Heinz Gies
- 1954: Ich höre Namen von Fred von Hoerschelmann
- 1954: Zwischenstation von Walter Oberer
- 1954: Die Heimkehr des Soldaten Yeng von Heinrich von Tiedemann
- 1954: Pierre oder Das Zwiegesicht des Menschen nach Herman Melville
- 1955: Das Marmorbild nach der Novelle von Joseph von Eichendorff
- 1955: Die Klarinette von Leck Fischer
- 1955: Heimkehr von Peter Hirche
- 1955: Kress wird geheilt von Erwin Wickert
- 1955: Drei Damen im Schrank von Kurt Reiss
- 1956: Der Karikaturist und das Wunder von Werner Wilk
- 1956: Geh nicht nach El Kuwehd von Günter Eich
- 1957: Der Fremde jenseits des Flusses von Fritz Habeck
- 1958: Aktion ohne Fahnen nach Sansibar oder der letzte Grund von Alfred Andersch
- 1959: Der König ist tot von Mischa Mleinek, Regie: Curt Goetz-Pflug (Kriminalhörspiel – SFB)
- 1959: Die tödliche Stimme von Kurt R. Neubert
- 1959: Das Schwitzbad von Wladimir Majakowski
- 1959: Unter dem Loofah-Baum von Giles Cooper
- 1959: Der Tod des James Dean von Alfred Andersch und John Dos Passos
- 1959: Elisabeth von England von Ferdinand Bruckner
- 1960: In der Nacht der Giraffe von Alfred Andersch
- 1960: Raskolnikow von Fjodor Dostojewski
- 1960: Gericht in Potenza von Klaus Fischer
- 1961: Die Besessenen von Albert Camus
- 1961: Die beiden Tabakspfeifen von Rusia Lampel
- 1962: Ruhesitz zu verpachten von David Campton
- 1962: Die Übungspatrone von Otto Heinrich Kühner
- 1963: Johann Ohneland von Jacques Perret, Jean Forest
- 1963: Der Störenfried von Siegfried Lenz
- 1963: Thank you and goodnight von Robert Muller
- 1963: Leonce und Lena von Georg Büchner

## Sprechplatten
- 1965: Klaus Kammer – Porträt eines Schauspielers (mit Ausschnitten aus Berliner Aufführungen der Jahre 1957 bis 1962)
- 1963: Franz Kafka: Ein Bericht für eine Akademie
- 1965: Die Übungspatrone. Hörspiel. In Memoriam Klaus Kammer.
- Der Schlag ans Hoftor und andere kurze Prosa von Franz Kafka
- Die Geschichte vom Soldaten von Igor Stravinsky